# Чельси, Лоренцо
Лоренцо Чельси (итал. Lorenzo Celsi; ок. 1308, Венеция — 18 июля 1365, Венеция) — 58-й дож Венеции с 16 июля 1361.

## Биография
Сын Марко Чельси, прокуратора Сан-Марко. Имя матери неизвестно. Принадлежал к богатой, но не слишком знатной семье.

### Военная и политическая карьера
В июле 1353, во время венециано-генуэзской войны, был назначен капитаном эскадры из пяти кораблей, сопровождавших торговый караван, и захватил несколько вражеских галер. В декабре 1355 — январе 1357 выполнял важные поручения в Славонии и Далмации, которыми некоторое время управлял с титулом графа. Затем был капитан-генералом в Истрии.
В 1359—1360 был в составе дипломатической миссии, проводившей переговоры с императором Карлом IV. Задержался при императорском дворе, что позволило ему избежать судьбы других послов, захваченных на обратном пути в Венецию герцогом Австрии.
В ноябре 1360 назначен капитаном Залива (командующим флотом Адриатики). Совместно с кораблями Кипра и Родоса действовал против турок в районе Галлиполи.

### Правление
Был избран дожем заочно 16 июля 1361. На избрание повлияли слухи о победе, одержанной его кораблями на Востоке (по некоторым сведениям, слухи оказались ложными). 21 августа новый дож торжественно въехал в город.
Лоренцо Чельси не упускал случая продемонстрировать свою любовь к пышным торжествам и церемониям. Когда в сентябре 1361 в Венецию для заключения мира приехал Рудольф Австрийский, дож отправился навстречу ему на Бучинторо. Ещё более роскошный прием был оказан королю Кипра Пьеру I де Лузиньяну, побывавшему в Венеции дважды: в 1362 и 1364, в начале и в конце своей поездки по Европе с целью организации нового крестового похода.
В 1362 в Венецию приехал Петрарка, оставшийся в городе на пять лет.
В 1363 вспыхнуло новое восстание на Крите. На этот раз восстали не только греки, но и венецианские колонисты, недовольные ростом налогов и тем, что собранные деньги идут не на нужды острова, а отправляются в метрополию. Островитяне требовали введения своих представителей в Большой совет, но им было отказано. В 1364 на Крит отправили небольшую армию под командованием кондотьера Лукино даль Верме, которая вскоре разгромила основные силы мятежников.
В Венеции было устроено празднество, подробно описанное Петраркой, сидевшим на церемонии по правую руку от дожа. Тем не менее, греки на Крите продолжали сопротивление до 1366.
Во внутренней политике догат Чельси был временем кризиса, вызванного противостоянием сторонников упрочения экономических позиций венецианской олигархии с одной стороны, и более умеренной группы — с другой. Существует предположение о том, что вновь могла всплыть идея установления личной диктатуры, и что тщеславный и высокомерный дож мог оказаться причастным к заговору. Прямых доказательств этому нет, но сеньория проявляла беспокойство: в 1363—1365 было проведено несколько процессов против сообщников Марино Фальеро.
18 июля 1365 Лоренцо Чельси умер при не совсем ясных обстоятельствах. По официальной версии, у него было помрачение рассудка, вызванное, по мнению современников, действием яда. Незадолго до его смерти, или сразу после неё, Совет десяти начал расследование его деятельности, но уже 30 июля было принято решение дело прекратить, все записи уничтожить, а происшедшее навечно сохранить в тайне.
О тщеславии дожа свидетельствует исторический анекдот: говорили, что он прикреплял к своему головному убору крест, дабы его собственный отец был вынужден при встрече кланяться.

## Семья
Жена: Мария N.
В этом браке родилось несколько дочерей, выжили две: Анна и Орса.